# フューズ・ワン
フューズ・ワン (Fuse One) は、ジャズ・ミュージシャンのグループで、2枚のアルバムをCTIレコードから、1枚のアルバムをGNP Crescendo Record Co.から発表している。
アルバム『フューズ・ワン』と『シルク』は、クリード・テイラーのプロデュース作品。1枚目の『フューズ・ワン』の編曲はスパイロ・ジャイラのジェレミー・ウォール(Jeremy Wall)、2枚目『シルク』の編曲はウェザー・リポートのレオン・チャンクラー(Leon "Ndugu" Chancler)、3枚目『アイス』の編曲はデイヴィッド・マシューズ(David Matthews)が担当した。
フューズ・ワンのメンバーは固定しておらず、トニー・ウィリアムス（ドラム）、ジョー・ファレル（サックス）、ジョン・マクラフリン（ギター）、ラリー・コリエル（ギター）、レニー・ホワイト（ドラム）、パウリーニョ・ダ・コスタ（パーカッション）、ロニー・フォスター(Ronnie Foster)（キーボード）、スタンリー・クラーク（ベース）、ジョージ・ベンソン（ギター）、トッド・コクラン(Todd Cochran)（ピアノ）、ホルヘ・ダルト（ピアノ）、エリック・ゲイル （ギター）などが参加していた。
デビュー・アルバム『フューズ・ワン』のライナーノーツには、このグループを説明するために「フューズ・ワンは現在の大物ミュージシャンたちが、リーダー作品などにありがちな制約なしに、自らの音楽的信念にのみ従い、存分に演奏できる場として構想されたものです。ひとりひとりの演奏者が新しい作曲やアイデアを持ち寄っています。」と記されていた

## ディスコグラフィ

### スタジオ・アルバム
| 発売年 | 作品名                    | 録音年 | レーベル                 | 形態   | 注記 |
| ------ | ------------------------- | ------ | ------------------------ | ------ | ---- |
| 1980年 | フューズ・ワン - Fuse One | 1980年 | CTIレコード              | LP、CD | -    |
| 1981年 | シルク - Silk             | 1981年 | CTIレコード              | LP、CD | -    |
| 1984年 | アイス - Ice              | 1984年 | GNP Crescendo Record Co. | LP、CD | -    |

### コンピレーション・アルバム
| 発売年 | 作品名                            | 録音年        | レーベル              | 形態 | 注記                      |
| ------ | --------------------------------- | ------------- | --------------------- | ---- | ------------------------- |
| 1989年 | Fuse One: The Complete Recordings | 1980年-1981年 | Music Masters Records | CD   | 最初の2枚のアルバムを収録 |